# Ceratagallia calcaris
Ceratagallia calcaris är en insektsart som beskrevs av Paul W. Oman 1933. Ceratagallia calcaris ingår i släktet Ceratagallia och familjen dvärgstritar. Inga underarter finns listade i Catalogue of Life.